# Anadiplosis (djur)
Anadiplosis är ett släkte av tvåvingar. Anadiplosis ingår i familjen gallmyggor.
Kladogram enligt Catalogue of Life:
| Anadiplosis | \| \| Anadiplosis caetetensis \| \| \| \| \| \| Anadiplosis procera \| \| \| \| \| \| Anadiplosis pulchra \| \| \| \| \| \| Anadiplosis venusta \| \| \| \| |
|             | \| \| Anadiplosis caetetensis \| \| \| \| \| \| Anadiplosis procera \| \| \| \| \| \| Anadiplosis pulchra \| \| \| \| \| \| Anadiplosis venusta \| \| \| \| |
|             | Anadiplosis caetetensis |
|             | |
|             | Anadiplosis procera |
|             | |
|             | Anadiplosis pulchra |
|             | |
|             | Anadiplosis venusta |
|             | |